# MMP11
MMP11 (англ. Matrix metallopeptidase 11) – білок, який кодується однойменним геном, розташованим у людей на короткому плечі 22-ї хромосоми. Довжина поліпептидного ланцюга білка становить 488 амінокислот, а молекулярна маса — 54 590.
| 10         |  | 20         |  | 30         |  | 40         |  | 50         |
| ---------- |  | ---------- |  | ---------- |  | ---------- |  | ---------- |
| MAPAAWLRSA |  | AARALLPPML |  | LLLLQPPPLL |  | ARALPPDAHH |  | LHAERRGPQP |
| WHAALPSSPA |  | PAPATQEAPR |  | PASSLRPPRC |  | GVPDPSDGLS |  | ARNRQKRFVL |
| SGGRWEKTDL |  | TYRILRFPWQ |  | LVQEQVRQTM |  | AEALKVWSDV |  | TPLTFTEVHE |
| GRADIMIDFA |  | RYWHGDDLPF |  | DGPGGILAHA |  | FFPKTHREGD |  | VHFDYDETWT |
| IGDDQGTDLL |  | QVAAHEFGHV |  | LGLQHTTAAK |  | ALMSAFYTFR |  | YPLSLSPDDC |
| RGVQHLYGQP |  | WPTVTSRTPA |  | LGPQAGIDTN |  | EIAPLEPDAP |  | PDACEASFDA |
| VSTIRGELFF |  | FKAGFVWRLR |  | GGQLQPGYPA |  | LASRHWQGLP |  | SPVDAAFEDA |
| QGHIWFFQGA |  | QYWVYDGEKP |  | VLGPAPLTEL |  | GLVRFPVHAA |  | LVWGPEKNKI |
| YFFRGRDYWR |  | FHPSTRRVDS |  | PVPRRATDWR |  | GVPSEIDAAF |  | QDADGYAYFL |
| RGRLYWKFDP |  | VKVKALEGFP |  | RLVGPDFFGC |  | AEPANTFL   |  |            |

A: Аланін

C: Цистеїн

D: Аспарагінова кислота

E: Глутамінова кислота

F: Фенілаланін

G: Гліцин

H: Гістидин

I: Ізолейцин

K: Лізин

L: Лейцин

M: Метіонін

N: Аспарагін

P: Пролін

Q: Глутамін

R: Аргінін

S: Серин

T: Треонін

V: Валін

W: Триптофан

Кодований геном білок за функціями належить до гідролаз, протеаз, металопротеаз. 
Білок має сайт для зв'язування з іонами металів, іоном цинку, іоном кальцію. 
Локалізований у позаклітинному матриксі.
Також секретований назовні.